# Агентство США з глобальних медіа
38°53′14″ пн. ш. 77°01′02″ зх. д. / 38.887333333333° пн. ш. 77.017222222222° зх. д.
Агентство США з глобальних медіа (англ. U.S. Agency for Global Media, USAGM), раніше Рада керуючих з питань мовлення (англ. Broadcasting Board of Governors, BBG) — незалежне агентство Федерального уряду США. Відповідно до розміщеної на офіційному сайті інформації, його мета полягає в тому, щоб «інформувати, залучати та об'єднувати людей у всьому світі на підтримку свободи та демократії». До 1999 року існував як відділ Інформаційного агентства США (ЮСІА).

## Історія
У 1990 році інформаційне агентство США здійснило реорганізацію, створивши Бюро з радіомовлення (англ. Bureau of Broadcasting) — єдину «парасолькову» організацію для своїх підконтрольних організацій — " Голос Америки ", WORLDNET та радіо та телебачення Марті, які обслуговувала єдина служба технічної підтримки.
У 1991 році Бюро з радіомовлення створило Управління аналізу партнерських відносин та аудиторій (англ. Office of Affiliate Relations and Audience Analysis) (1996 року перейменовано в Управління навчання партнерських відносин та ЗМІ,англ. Office of Affiliate Relations and Media Training) для організації та підтримки мережі «афілійованих» радіо- та телевізійних станцій по всьому світу, що розповсюджують медіапродукцію «Голосу Америки» та WORLDNET. Наразі цю медіапродукцію транслюють понад 1200 радіо- та телевізійних станцій.
30 квітня 1994 року президент США Б. Клінтон підписав Закон про міжнародне мовлення (англ. International Broadcasting Act), який передбачав створення Бюро з міжнародного мовлення (IBB) в рамках інформаційного агентства США (ЮСІА), та заснування Ради керуючих з питань мовлення (BBG) з правом контролю всіх радіо- та телепередач невоєнного характеру, що транслюються урядом США для міжнародної аудиторії
BBG контролює діяльність Бюро з міжнародного мовлення, яке забезпечує виробництво та розподіл мультимедійного контенту, а також технічну та адміністративну підтримку мовних мереж. Бюро з міжнародного мовлення управляє великою системою орендованих супутникових і оптоволоконних каналів зв'язку, а також Інтернет -інфраструктурою, що швидко розвивається, та транслює передачі 61 мовою.
Рада керівників з питань мовлення формується на двопартійній основі, до його складу входить держсекретар США (за посадою) та вісім членів, яких призначає президент та затверджує Сенат США. Перший склад Ради керуючих привели до присяги 11 серпня 1995 року.
1 жовтня 1999 року Рада стала самостійною організацією.

## Структура та склад Ради
Рада керівників з питань мовлення формується на двопартійній основі, до його складу входить держсекретар США (за посадою) та вісім членів, яких призначає президент та затверджує Сенат США. За законом, не більше чотирьох членів Ради мають бути членами однієї і тієї ж політичної партії. Президент призначає голову Ради. Рада служить свого роду бар'єром проти політичного втручання в роботу журналістів.

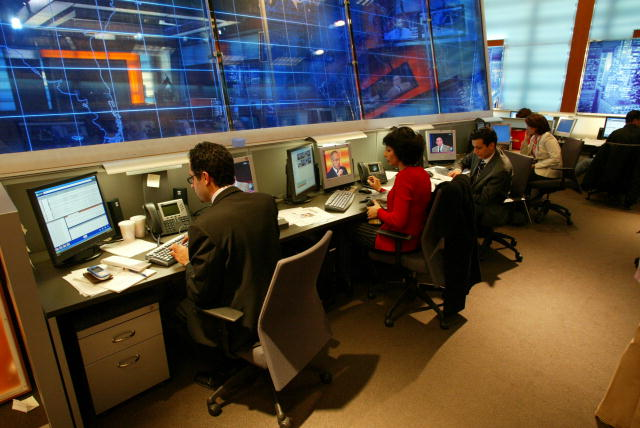
Ньюсрум у Middle East Broadcasting Networks, Inc., що фінансується BBG

Станом на січень 2015 року членами Ради були :
- Джеффрі Шелл, голова
- Меттью Армстронг
- Леон Арон
- Райан Крокер
- Майкл Кемпнер
- Карен Корнблах
- Держсекретар Джон Керрі (за посадою)
- Майкл Міхан
- Кеннет Вайнштейн.

Рада контролює такі мовні організації, які ведуть мовлення 61 мовами у більш ніж 125 країнах:

## Функції та підконтрольні організації
- Голос Америки[12].
- The Middle East Broadcasting Networks, Inc (MBN). MBN включає телекомпанію Аль-Хурра та Радіо Сава.
- Радіо Вільна Європа/Радіо Свобода включає Радіо Фарда, Радіо Азаді і Радіо Машааль[12].
- Радіо Вільна Азія[en].
- Радіо та телебачення Марті.

«Голос Америки» передає міжнародні, регіональні та місцеві новини, а також всебічне висвітлення ситуації у США та їхню політику.
«Радіо Вільна Європа/Радіо Свобода» та «Радіо Вільна Азія» ведуть мовлення на відповідні європейські та азійські аудиторії з акцентом на внутрішні події. «Радіо та телебачення Марті» веде мовлення на Кубу, в той час як «Аль-Хурра» та «радіо Сава» забезпечують Близький Схід та Північну Африку повним спектром міжнародних, регіональних та місцевих новин, а також висвітлюють політику США.
У 2013 році сумарна аудиторія підконтрольних Раді мовних організацій (радіо, телебачення та Інтернет) досягла 206 млн осіб на тиждень — в порівнянні з 175 млн в 2012.
Рада підтримує функціонування радіостанції, що мовить цілодобово в середньохвильовому діапазоні з частотою 810 кГц. Для просування в Інтернет у 2012 році було створено кілька сайтів, які містили матеріали «Голосу Америки». Ведеться співпраця з іншими ЗМІ. Так, згідно з підписаною угодою з РБК, репортери «Голосу Америки» надавали бізнес-звіти для публікації в РБК для програми про Нью-Йоркську фондову біржу. Є неформальна співпраця з російським телеканалом "Дождь ".

## Фінансування
Рада запитує щорічне фінансування у Конгресі США та представляє щорічний проект бюджету. У 2011 році проект бюджету включав виділення коштів на вдосконалення системи супутникового мовлення, зокрема, створення відеопрограм для «Радіо Вільна Азія» та покращення поширення медіаконтенту «Голосу Америки».
У 2011 році Рада отримала від Конгресу $10 млн з метою боротьби з інтернет-цензурою. Під час обговорення бюджету ради на 2011 фінансовий рік президент Обама став на бік Ради, зазначивши, що організація «забезпечуватиме необмежений доступ до інформації в Інтернеті», здійснюючи зокрема кампанію проти Інтернет-цензури в Китаї та інших недемократичних країнах.
Операційний бюджет Ради у 2014 році становив $733 млн. Запит Ради на 2015 фінансовий рік — $721 млн

## Оцінки
Місія Ради, заявлена на її офіційному сайті — розвиток та підтримка свободи та демократії шляхом передачі точних та об'єктивних новин та інформації про Сполучені Штати Америки та світ для зарубіжної аудиторії.
За оцінками низки звітів Рахункової палати США, опублікованих починаючи з 2004 року, Рада погано справляється з виконанням своєї місії. Зокрема, у звіті 2004 року зазначено, що «існування п'яти окремих мовних організацій призвело до дублювання мовних служб, дублювання контенту, резервних телепередач та допоміжних послуг та труднощів у координації мовлення». У звіті також констатується, що «маркетингові проблеми включають застарілі формати програм, погану якість сигналу і низьку поінформованість аудиторії на багатьох ринках».
21 січня 2015 року новий голова Ради Ендрю Лак заявив в інтерв'ю New York Times, що Russia Today є загрозою для Сполучених Штатів, поряд з ІДІЛ і Боко харам.